# Tycomarptes tortirena
Tycomarptes tortirena is een vlinder uit de familie uilen (Noctuidae). De wetenschappelijke naam van deze soort is voor het eerst geldig gepubliceerd in 1921 door Prout A. E..
De soort komt voor in tropisch Afrika.